# Snedens stjärna
BPS CS22892-0052, även känd som Snedens stjärna, är en gammal stjärna ur Vintergatans population II, belägen i den galaktiska halon på ett avstånd av cirka 15 300 ljusår, eller cirka 4 700 parsek. Den tillhör en klass av stjärnor med mycket låg halt av grundämnen tyngre än helium (metallicitet [Fe / H] = - 3.1), specifikt den mycket sällsynta underklassen av stjärnor med tunga grundämnen bildade genom snabb neutroninfångning (r-processen). Stjärnan upptäcktes av Tim C. Beers och hans medarbetare med Curtis Schmidtteleskop vid Cerro Tololo Inter-American Observatory i Chile. För att observera stjärnan krävs åtminstone ett 8-tums teleskop.

## Egenskaper
Utökade högupplösta spektroskopiska observationer av BPS CS22892-0052 omkring 1995 (med Chris Sneden från University of Texas i Austin som den ledande observatören) har gjort det möjligt att bestämma 53 grundämnens förekomst i stjärnan.
Från och med barium (Z = 56) visar förekomsten av alla grundämnen samma mönster som för r-processens bidrag till grundämnena i solsystemet. Jämförelse av det observerade förhållandet mellan ett stabilt element såsom europium (Z = 63) och det radioaktiva elementet torium (Z = 90) med beräknade mängder enligt r-processen i en supernovaexplosion av typ II, har gjort det möjligt att bestämma denna stjärnas ålder till cirka 13 miljarder år. Beräkningarna utfördes vid universiteten i Mainz och Basel av grupper ledda av Karl-Ludwig Kratz och Friedrich-Karl Thielemann. För andra ultrametallfattiga stjärnor (CS31082-001, BD + 17 ° 3248 och HE 1523-0901) har liknande ålder härletts genom torium/uran-förhållanden.